# Die Sennerin von St. Kathrein
Die Sennerin von St. Kathrein (Alternativtitel Der Wilderer und die Sennerin) ist ein österreichischer Heimatfilm von 1955 unter der Regie von Herbert B. Fredersdorf. Anita Gutwell und Rudolf Lenz sind in den Hauptrollen besetzt, Rudolf Carl und Lotte Ledl in tragenden Rollen zu sehen.

## Handlung
Martin, der Eigentümer des Haflinger-Gestüts, ist zum dritten Mal Sieger beim Schießwettbewerb geworden. Nach alter Sitte darf er bei der anschließenden Feier unter den anwesenden Dorfschönheiten seine „Königin“ auswählen. Die Wahl fällt auf die zugezogene Liesl, die Sennerin von St. Kathrein. Dies aber passt der Wirtstochter Johanna überhaupt nicht, hat sie doch selbst ein Auge auf den schmucken Gutsbesitzer geworfen. Vor Eifersucht macht sie der bescheidenen Liesl eine solche Szene, dass diese wortlos das Fest verlässt. Tags darauf trifft Martin auf seinem Weg zur Alm erneut mit Liesl zusammen. Das Mädchen haust dort oben mit dem alten Hiasl und dem Hirtenbub Hansl. Bald gestehen sich Martin und Liesl ihre Liebe, und die Verlobung lässt nicht lange auf sich warten.
Eines Tages taucht in der Almhütte überraschend Liesls straffällig gewordener Bruder Franz auf. Weil Liesl schon so oft von ihm enttäuscht worden ist, will sie ihm zunächst die Unterkunft verweigern, lässt sich aber schließlich doch dazu überreden, ihn vorübergehend bei sich wohnen zu lassen.
Im Dorf verbreitet sich rasch die Kunde, Liesl beherberge in ihrer Hütte einen Geliebten. Die Wirtstochter hat dieses Gerücht in die Welt gesetzt und versteht sich prächtig darauf, ihm immer neue Nahrung zu geben. Selbst Martin zweifelt allmählich daran, dass ihm seine Verlobte die Treue hält. Als er wieder einmal auf der Pirsch ist, hört er einen Schuss, der ihn vermuten lässt, dass ganz in der Nähe ein Wilderer sein Unwesen treibt. Er geht der Sache nach und findet in einer Felsspalte den schwer verletzten Franz. Der ist auf der Flucht vor seinen Verfolgern, dem Jäger Loisl und dessen Gehilfen, in die Spalte gestürzt. Martin bringt den Schwerverletzten zur Sennhütte. Dabei vernimmt er, wie Franz im Delirium erklärt, dass er Liesl zugetan sei. Nun ist für Martin klar, dass ihn seine Braut mit einem Anderen betrügt; er löst die Verlobung. Darauf hat die intrigante Johanna nur gewartet; jetzt fühlt sie sich ihrem Ziel ganz nahe.
Es kommt jedoch anders, als es sich die Wirtstochter vorgestellt hat. Martin erfährt, dass Franz tatsächlich Liesls Bruder ist. Seine nur unterdrückte Liebe zu dem Mädchen erwacht aufs Neue. Er bittet sie, sich von ihrem kriminellen Bruder zu trennen. Trotzig erklärt Liesl, Franz nicht im Stich lassen zu können. Der aber kann das Wildern nicht sein lassen und frönt gleich nach seiner Genesung erneut der verbotenen Jagd. Nach einer abenteuerlichen Verfolgung gelingt es schließlich den Gendarmen, den Täter zu fassen und dingfest zu machen.
Martin jedoch führt seine Liesl unter großem Anteil der Dorfbewohner vor den Traualtar.

## Produktion und Hintergrund
In diesem klassischen Heimatfilm ist wiederum, wie schon in dem ein Jahr zuvor erschienenen Film Der Förster vom Silberwald, das Traumpaar Anita Gutwell und Rudolf Lenz in den Hauptrollen besetzt. Produziert wurde der Film im Atelier Salzburg-Parsch. Die Außenaufnahmen entstanden im Salzburger Land (u. a. in Faistenau, Kolm-Saigurn) und in Osttirol. Sie wurden von einem zweiten Kamerateam unter der Leitung von Karl Stanzl und der Kameraführung von Sepp Riff gedreht.
Die Musik zu dem Film komponierte Carl Loubé. Zu hören sind die Lieder:
- Wo die Gemsen munter springen mit Jodeleinlagen und dem Schlusssatz … das ist die Sennerin von St. Kathrein nach jeder Strophe,
- Nur net traurig sein
- I bin halt a lustiger Bauernbua
- Wenn i auf die Viecher schau,
alle nach Texten von Hanns Haller. Ein weiteres Lied
- Heimatland, A Bacherl – a reines, a Kircherl – a kleines – auch getextet von Haller – steuerte der Wiener Komponist Anton Karas bei, der in dem Film auch die Rolle des Dorflehrers übernommen hatte.

Die Bauten wurden von dem Filmarchitekten Fritz Jüptner-Jonstorff entworfen. Lixie Brandtner war für die Kostüme zuständig.

## Rezeption

### Veröffentlichung
Am 11. November 1955 kam der Film in Wien erstmals in die Kinos. In der Bundesrepublik Deutschland hatte er seine Premiere am 25. November 1955 in Stuttgart und Kaiserslautern. Zu sehen war er zudem ab dem 25. April 1960 unter dem Titel Solskinspigen fra Alpehytten in Dänemark. Der englische Titel lautet The Cowgirl of Saint Catherine.

### Kritik
Das Lexikon des internationalen Films stufte den Film als „in jeder Hinsicht unzulänglich“ ein.
Cinema befand, das „Bergdrama“ sei ein „deutscher Heimatfilm aus der Zeit, als die Alpenwelt noch heil war und ein rechter Mann noch tat, was ein rechter Mann tun mußte: Eifersucht und Intrigen in den Berg“. Das Fazit lautete: „Herzschmerz, inspiriert von einem Volkslied. Holioduo!“

## Quelle
- Programm zum Film: Das Neue Film-Programm Die Sennerin von St. Kathrein, ein Farbfilm aus dem Zauberreich des Silberwaldes, erschienen im Klemmer-Verlag Mannheim, ohne Nummernangabe (im Bild: Anita Gutwell, Rudolf Lenz)